# Pferdemarkt (Bützow)
Der  Pferdemarkt  (auch: Neuer Markt) ist ein Platz mit Verkehrswegung im historischen Stadtkern der ehemaligen Bischofsresidenz und Universitätsstadt Bützow im Landkreis Rostock in Mecklenburg.

## Geografische Lage
Der Pferdemarkt, in seiner dreieckigen Form, gestaltet sich je nach Abschnitt unterschiedlich. Die Straßen verbinden als Einbahnstraßen in eine Richtung (von SSW nach NNO) die Jungfernstraße mit der Kreuzung Wallstraßen und Vor dem Rostocker Tor. In der anderen Richtung (von NO nach SW) die Kreuzung Wallstraßen und Vor dem Rostocker Tor mit der Kreuzung Gödenstraße und Wollenweberstraße. Die zweite Richtung ist Teil der Landesstraße zweiter Ordnung L 131. Der Fahrbahnbelag variiert zwischen Asphalt und Kopfsteinpflaster.

## Geschichte
Der Platz wurde erst nach dem dritten großen Stadtbrand von 1716 angelegt und hieß zunächst „Neuer Markt“. Ab 1810 entwickelte sich in der Jahrmarktszeit auf dem neuen Markt ein Pferdehandel der ansässigen Bauern. Das Gebiet erhielt durch den Handel mit Pferden, den Namen „Pferdemarkt“. Zwischen den Häusern 1. Wallstraße 23 und 25 beginnend, führte noch weit bis in das 18. Jahrhundert vom Wallgraben aus ein Wasserlauf (Kiezgraben) über den Platz und mündete in der 2. Wallstraße zwischen den Nummern 21 und 23 wieder in den Wallgraben. Er diente zur Ableitung des Schmutzwassers. Noch Ende des 18. Jahrhunderts bildete er auf dem Pferdemarkt eine „Grube“, in der sich allerlei Unrat sammelte.

## Kriegerdenkmal

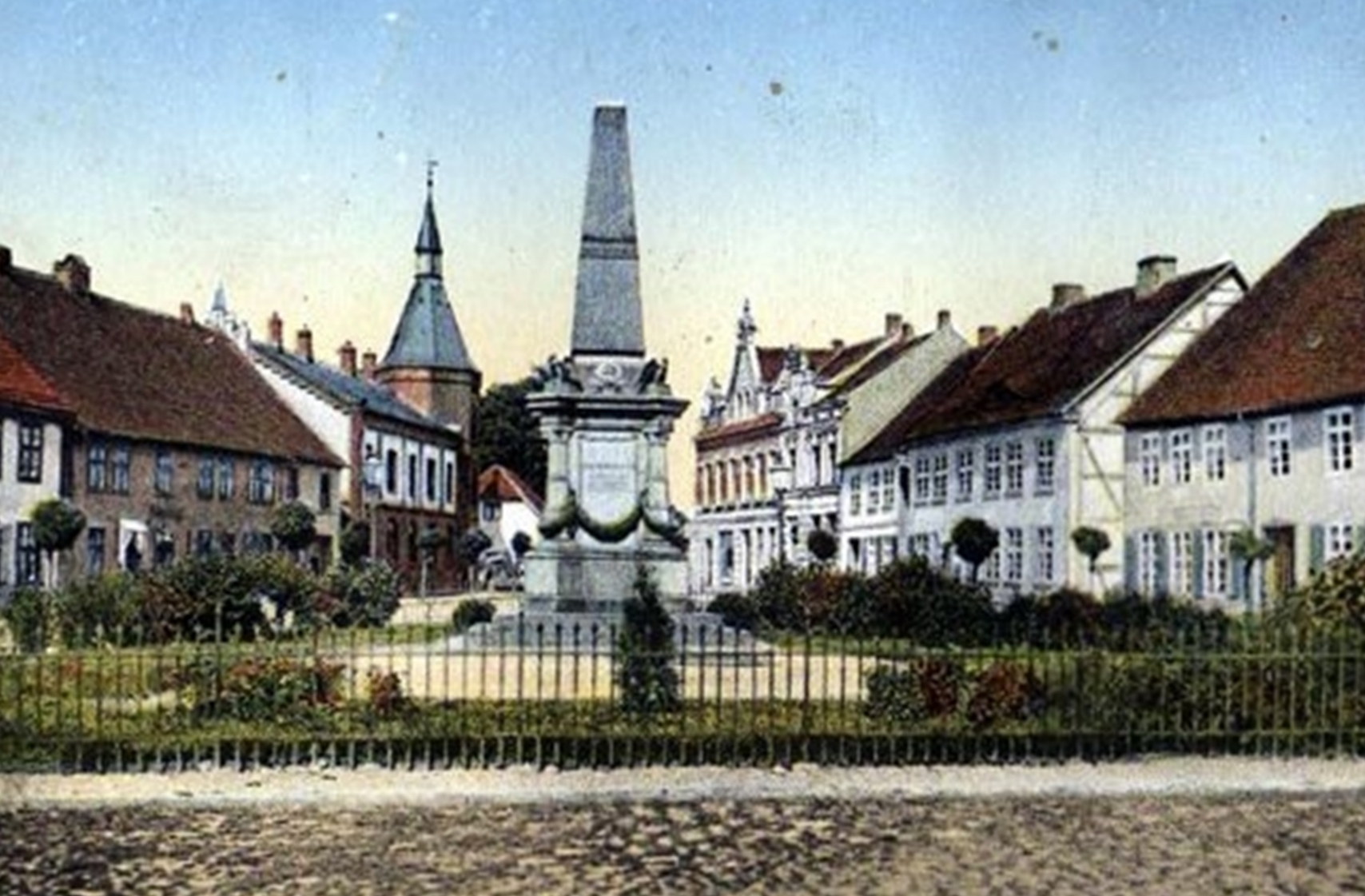
Kriegerdenkmal

Im Jahr 1882 wurde ein Denkmal zu Ehren der in den Kämpfen des Deutsch-Dänischen Krieges, dem Deutschen Krieg und im Deutsch-Französischen Krieg gefallenen Bützower errichtet.

## Straßenname im Wandel der Zeit
Der erste Beleg in dem noch erhaltenen Archivmaterial für das Gebiet, erscheint im Jahr 1663 als „Inn der Kuhlen“. Der „Neuer Markt“, wird erst nach 1716 angelegt. Von 1721 bis 1821 wechselte der Name von: „auf dem neuen Markt vor dem Rostocker Thor“, „nach dem Rostocker Thor am neuen Pferde Marckt“ und „Pferdemarkt“.
1833 schrieb Wilhelm Ferdinand Rong in seinem Buch (Versuch einer topographisch-historischen Darstellung der Stadt Bützow), über diese Straße folgendes:

„Der Pferdmarkt. Den Namen hat er in der That, Weil Jahrmarktszeit Pferd’ dort stehn; die übrig hat. Der Bauer; verkauft steckt er’s Geld in die Fick, Je mehr er bekommt dafür, je größer Glück.“

Auf Beschluss der Ratsherren der Stadt, wurde am 20. Mai 1933 der Pferdemarkt in Hindenburgplatz umbenannt. Mit dem Ende des Zweiten Weltkriegs 1945 wurde der Name getilgt und der Platz wurde wieder zum Pferdemarkt.
Anlässlich des 20. Jahrestages der Vereinigung von KPD und SPD zur SED, erhält der Pferdemarkt am 21. April 1966 den Namen Otto-Grotewohl-Platz.
Nach der Wiedervereinigung war der Name Otto-Grotewohl-Platz nicht mehr angebracht. 1990 wurde ein Gremium gebildet, um über die Rückbenennung der Straßen und Plätzen zu beraten und abzustimmen. Mit dem Beschluss vom 1. Oktober 1990 erhielt der Pferdemarkt seinen historischen Namen zurück.

## Bebauung

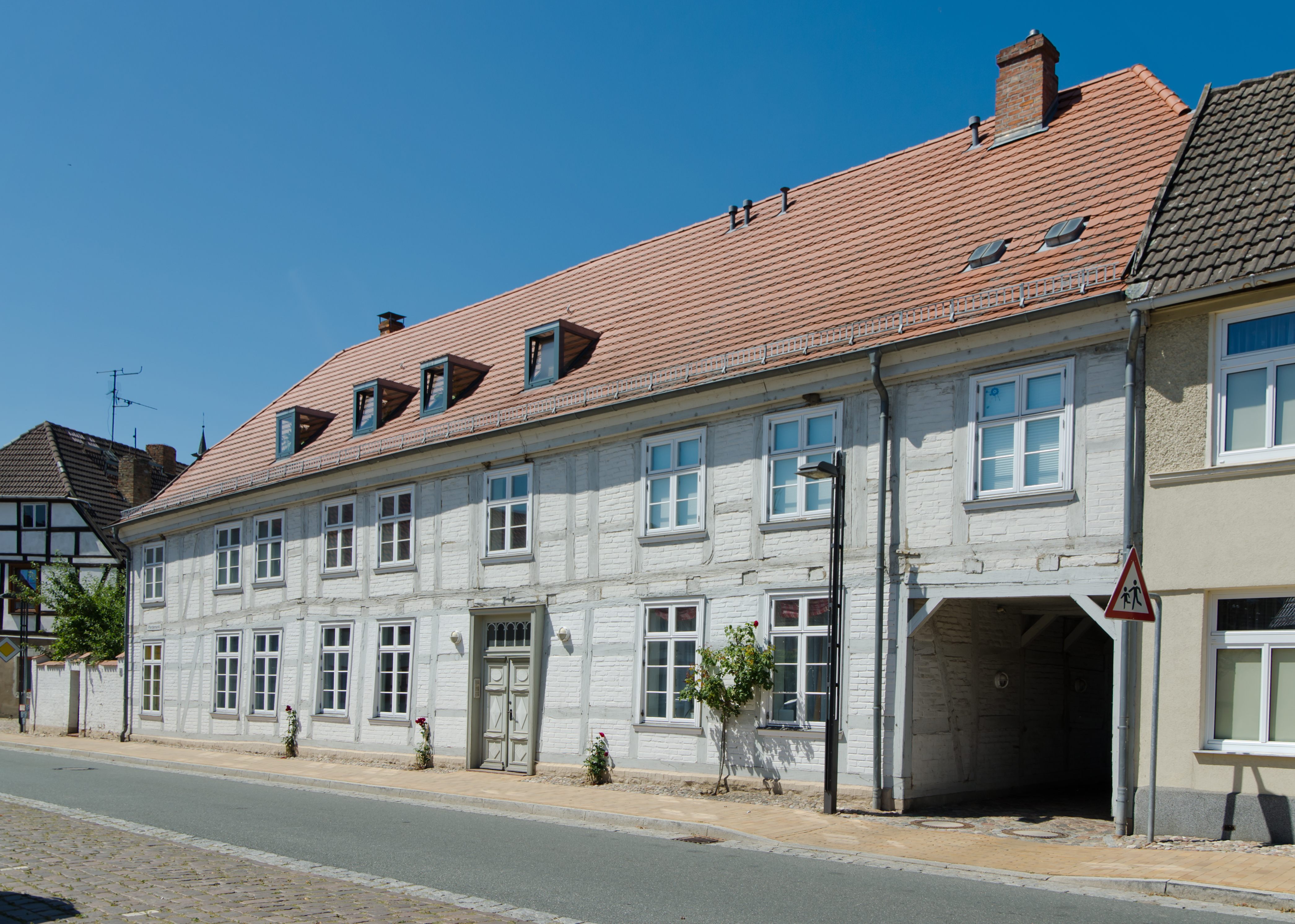
Pferdemarkt 1

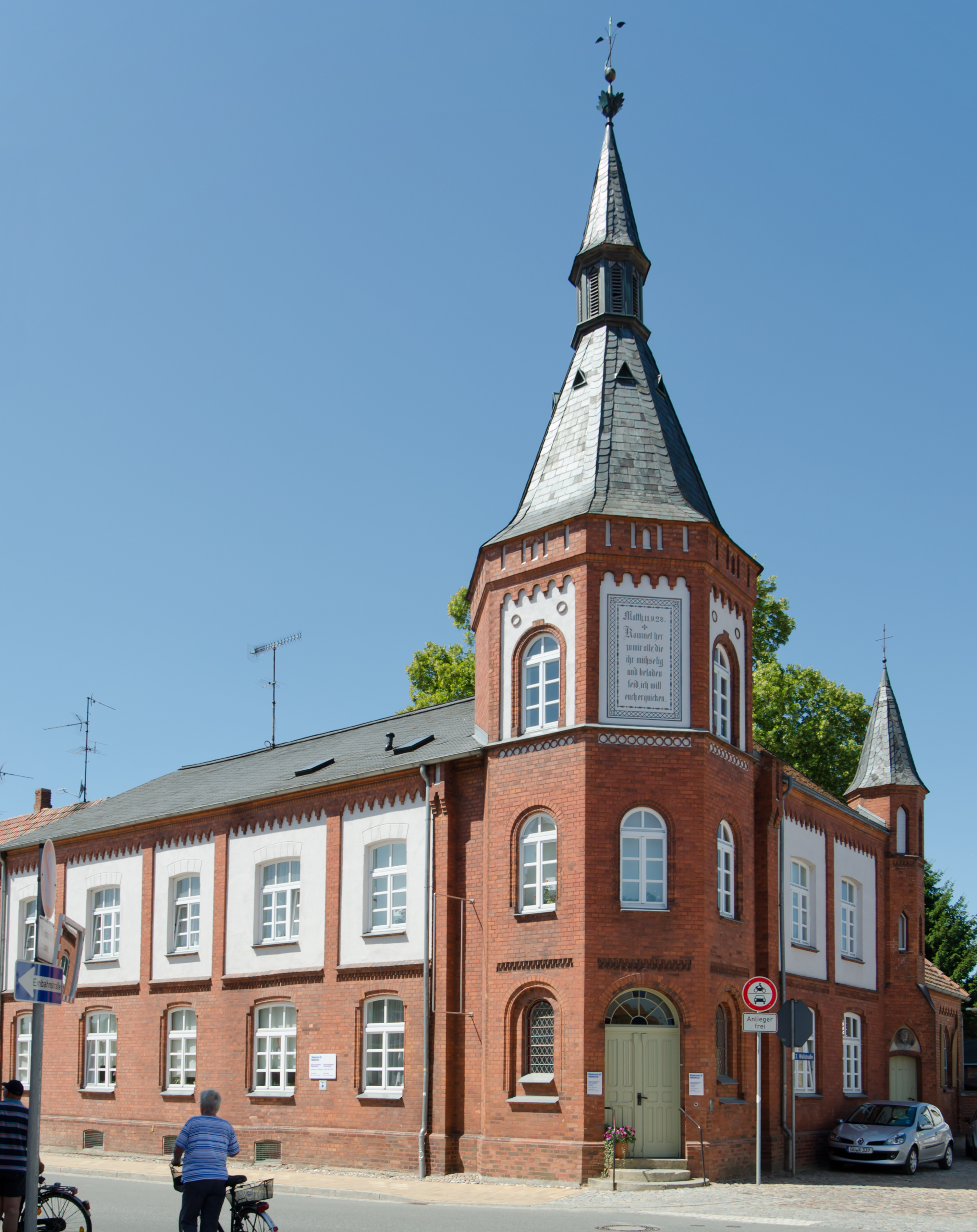
Pferdemarkt 5

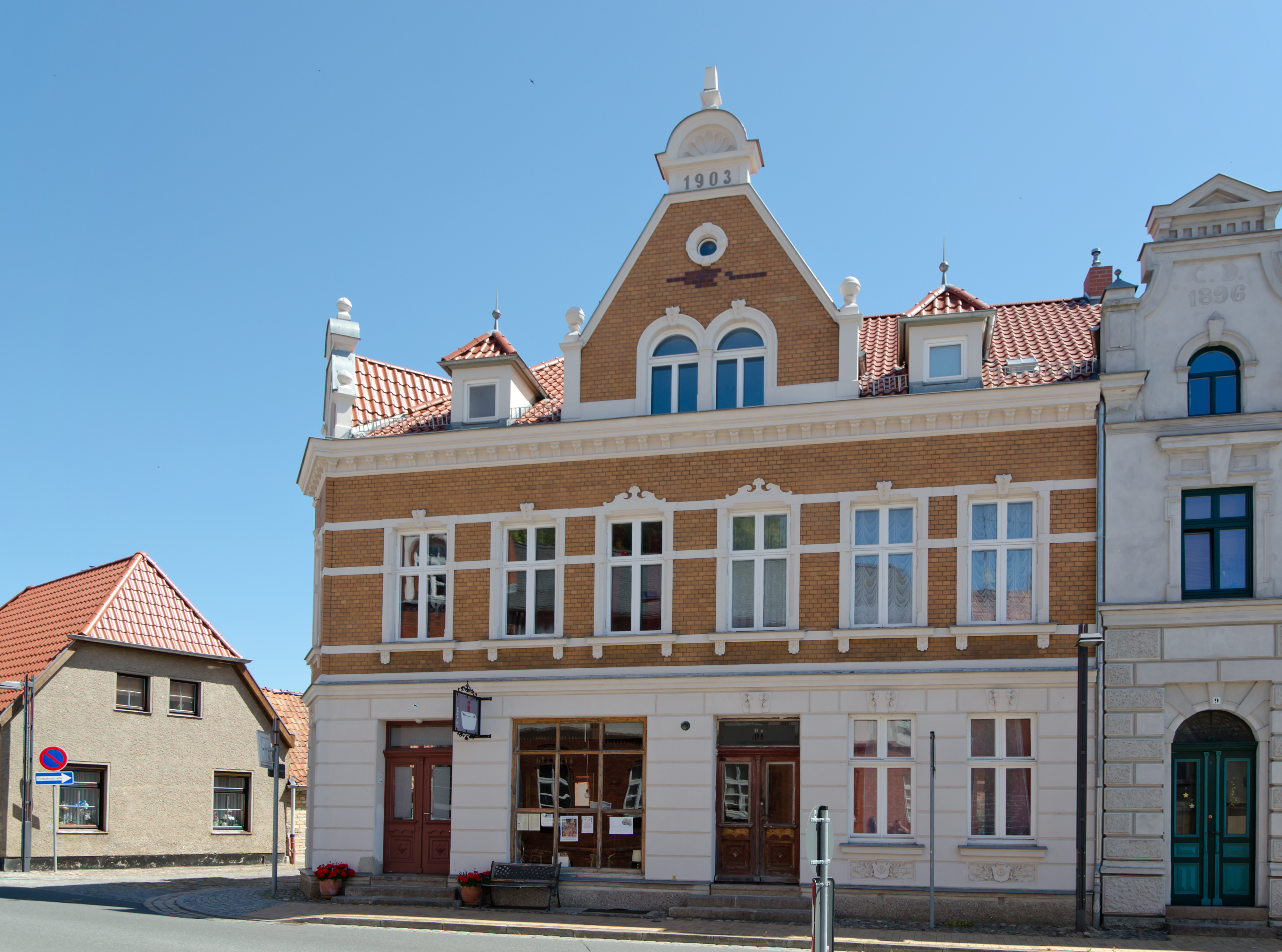
Pferdemarkt 8

An den Platz stehen zumeist zwei- bis dreigeschossige Wohn- und Geschäftshäuser.
Die Denkmalplakette  kennzeichnet Baudenkmale der Wallstraßen.
| Haus Nr. | Historische Haus- nummer bis 1908 |  | Bemerkungen                                                 | Geschichte |
| -------- | --------------------------------- |  | ----------------------------------------------------------- | --- |
| 1        | 296                               |  |                                                             | ehemals: Kaufmann J. Amerpohl, später: Kaufmann G. Zander, später: Kaufmann W. Schuppenhauer (Niederlage der Lübzer Vereinsbrauerei) |
| 2        | 296A                              |  |                                                             | ehemals: F. Kolpin, später: Tischler H. Heller                                                                                       |
| 3        | 297                               |  |                                                             | ehemals: Töpfermeister H. Schacht, später: Stellmachermeister F. Hasselfeld, später: Tischler H. Zingelmann                          |
| 4        | 298                               |  | Haus existiert nicht mehr. ehemalige Gaststätte „Zur Sonne“ | ehemals: Gastwirt H. Voth, später: Gastwirt R. Gaedtke, später: Gastwirt F. Wehrmann                                                 |
| 5        | 299                               |  | 1878 durch Landbaumeister Adolf Prahst erbaut.              | ehemals: fürstliches Armenhaus, später: Großherzogliches Hospital zum Heiligen Geist (siehe: Geschichte der Armenhäuser zu Bützow)   |
| 6        | 313                               |  | 1. Stadttorwächterhaus am Rostocker Tor                     | ehemals: Schustermeister W. Kierstein, später: Barbier F. Schröder                                                                   |
| 7        | 314                               |  | 2. Stadttorwächterhaus am Rostocker Tor                     | ehemals: Arbeitsmann F. Prange, später: Nagelschmiedmeister A. Runge                                                                 |
| 8        | 300                               |  | 1903 erbaut                                                 | ehemals: Bäckermeister H. Brunier, später: Kaufmann C. Drühl, später:: Kaufmann F. Drühl                                             |
| 9        | 301                               |  | 1896 erbaut.                                                | ehemals: Wohnhaus C. Drühl, später: Tischlermeister K. Dose                                                                          |
| 10       | 302                               |  | Haus existiert nicht mehr.                                  | ehemals: Schuhmachermeister C. Wriedt                                                                                                |
| 11       | 303                               |  |                                                             | ehemals: Schmiedemeister C. Voth , später: Schmiedemeister A. Voth                                                                   |
| 12       | 304                               |  |                                                             | ehemals: Malermeister C. Fricke, später: Bäckermeister R. Schmidt, später: Bäckermeister H. Awe                                      |
| 13       | 305                               |  |                                                             | ehemals: Tischlermeister H. Lau, später: Malermeister C. Walter                                                                      |
| 14       | 306                               |  |                                                             | ehemals: Handelsmann J. Salomon, später: Schmiedemeister F. Pflughaupt                                                               |
| 15       | 307                               |  |                                                             | ehemals: Senator Theodor Drechsler, später: Sanitätsrat Dr. med. P. Hellfritz                                                        |
| 16       | 308                               |  |                                                             | ehemals: Webermeister F. Greßmann , später: Mehlhändler H. Rahe                                                                      |
| 17       | 309                               |  |                                                             | ehemals: Drechsler G. Fischer |
| 18       | 310                               |  |                                                             | ehemals: Schlosser A. Niese, später: Seilermeister H. Putzbach                                                                       |
| 19       | 311                               |  |                                                             | ehemals: Handelsmann W. Stern , später: Böttcher K. Dopp, später: Töpfer C. Dreher                                                   |
| 20       | 312                               |  |                                                             | ehemals: Pantoffelmachermeister F. Grube , später: Schlachtermeister E. Ahrens, später: Barbier O. Käning                            |